# Гимнокалициум Карденаса
Гимнокалициум Карденаса (лат. Gymnocalycium cardenasianum) — кактус из рода Гимнокалициум.

## Описание
Стебель одиночный, серый, достигает 20 см в диаметре. Колючки толстые, иногда закрученные, до 6 см длиной. Цветки розовые, 4 см в диаметре.

## Распространение
Встречается в Боливии.